# Terminologia vexilológica
Este glossário contém alguns termos técnicos relacionados com vexilologia.

## Descrição das peças bandeira padrão e termos
Crachá

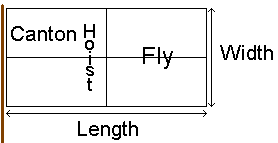

Um brasão ou um símbolo heráldico simples, como um escudo. 
Cantão
Qualquer quarto de uma bandeira, mas geralmente, a grua superior (à esquerda) trimestre, como o campo de estrelas na bandeira dos Estados Unidos ou a bandeira da União da bandeira australiana.
Carga
Uma figura ou símbolo que aparece no campo de uma bandeira. 
Emblema
Um dispositivo usado frequentemente como uma carga em um pavilhão. Pode ser heráldicos de origem ou moderno, por exemplo, a folha de ácer na bandeira canadense. 
Campo
O fundo de uma bandeira, a cor por trás das acusações. 
Fimbriation
Uma borda estreita orla ou, muitas vezes em ouro branco ou, em uma bandeira para separar duas outras cores. Por exemplo, as linhas brancas da bandeira sul-africana. 
Batente
A metade ou a borda de uma bandeira mais longe possível do mastro. Esse termo também às vezes se refere ao comprimento horizontal de uma bandeira. 
Tralha
A metade ou a borda de um pavilhão mais próximo do mastro. Esse termo também às vezes se refere à largura vertical de uma bandeira. 
Comprimento
A extensão de uma bandeira ao longo do lado perpendicular ao mastro. 
Largura
A extensão de uma bandeira abaixo o lado paralelo ao mastro. 

## Padrões básicos de bandeiras

### Técnicas de exibição da bandeira
- Talha - o ato ou função de levantar uma bandeira, como em uma corda.

- Baixa - o ato ou função de levar uma bandeira, como em uma corda.

- Metade do pessoal ou meio mastro - um estilo de exibição da bandeira, onde a bandeira é hasteada na largura da bandeira desde o início. Normalmente isso é feito por içamento primeiro a bandeira ao alto, em seguida, baixando-a largura da bandeira. Da mesma forma, ao baixar uma bandeira meio-mastro, você levantá-lo até a altura máxima e depois reduzi-la. (Igualmente válidas "meia-masting é que arvorem pavilhão de dois terços de sua altura normal. Isto é especialmente aplicável quando a altura máxima do pólo não é visível para a maioria dos observadores, por exemplo, onde o pólo é montado no telhado de um prédio e parte inferior do pólo não é visível da rua) Isso geralmente denota aflição ou uma demonstração de luto, por exemplo. como luto de uma morte. "Mastro" O uso de animais sugere uso naval, mas geralmente os dois termos são intercambiáveis.

- Angústia. Arvorem pavilhão de cabeça para baixo, ou amarrá-lo em um wheft.